# Мастер (мобильная ремонтно-эвакуационная станция)
Мобильная ремонтно-эвакуационная станция «Мастер» (укр. Мобільна ремонтно-евакуаційна станція «Майстер») — украинская мобильная ремонтно-эвакуационная станция на шасси грузовика Iveco Trakker.

## Известные данные и характеристики
Станции были изготовлены, укомплектованы и поставлены украинской компанией «Реформ», выступившей субподрядчиком чешской компании «Pulsar Expo», которая в свою очередь выиграла тендер на поставку данной техники украинским силовым структурам, проводимый в соответствии с программой оказания военно-технической помощи Украине Государственным департаментом Соединенных Штатов Америки.
Стоимость одной станции составляет 237 000 долларов США, на изготовление уходит 5-6 недель.
Комплексы не предназначены для использования на поле боя, но позволяют ремонтировать и эвакуировать технику в полевых условиях (оснащены подъемным краном, устройством эвакуации автотехники, оборудованной для оперативного ремонта на месте мастерской), а также могут использоваться как небольшие электрические и компрессорные станции (за счёт дизельных генераторов DALGAKIRAN DJ 22 CP и поршневых компрессоров DALGAKIRAN DKC 300). Грузоподъёмность манипулятора — до 11 тонн.
Станции по своим параметрам близки к стандартам НАТО, однако есть отличия продиктованные различиями в военных концепциях НАТО и Украины. Так, данные станции являются именно мобильной СТО, а не просто эвакуатором (в странах НАТО предпочтение отдается полноценному заводскому ремонту выведенной из строя техники и пополнению её убыли за счет имеющихся резервов, а на Украине упор сделан на оперативное возвращение техники в строй в полевых условиях).

## Модификации
У компании-разработчика существуют планы по расширению возможностей ремонтно-эвакуационных комплексов, в частности оснащение их беспилотными средствами разведки для оперативного поиска и уточнения местоположения объектов ремонта.

## Страны-эксплуатанты
Украина
- Государственная пограничная служба Украины — 10 станций в августе 2015 года переданы ГПСУ правительством США в рамках содействия безопасности Украины[2][4][5].